# Adalbert Keller
Adalbert Keller (* 1959 in Amberg) ist deutscher römisch-katholischer Theologe.

## Leben
Keller wurde 1959 in Amberg in Schwaben geboren. Nach der Schulzeit studierte er Theologie in München (Diplom 1988) und promovierte anschließend 1992 an der Universität Augsburg mit dem Thema „Aurelius Augustinus und die Musik: Untersuchungen zu „De musica“ im Kontext seines Schrifttums“. Für diese Doktorarbeit erhielt er 1992 von der Diözese Augsburg den Albertus-Magnus-Preis.
Im Jahr 1993 empfing Keller die Weihe zum Ständigen Diakon. Bis 1997 habilitierte er sich mit dem Thema Entwicklungstendenzen kirchlichen Lebens in den Apostolischen Konstitutionen.
Keller ist Leiter der Katholischen Erwachsenenbildung im Bistum Augsburg und außerplanmäßiger Professor für Alte Kirchengeschichte, Patrologie und Christliche Archäologie an der Katholisch-Theologischen Fakultät der Universität Augsburg. Zudem leitete er das Akademische Forum des Bistums Augsburg.
Nebenamtlich wirkt er in der Pfarreiengemeinschaft Türkheim (mit Amberg, Irsingen und Wiedergeltingen) bei der Gemeindeseelsorge mit. Ab 1. September 2018 wird er außerdem Leiter der Kurseelsorge in Bad Wörishofen.

## Werke
- … damit der Mensch Gott werde: Weihnachten als Fest der Erlösung (2013)
- Translationes Patristicae Graecae et Latinae. Bibliographie der Übersetzungen altchristlicher Quellen: I–Z (2004)
- Esoterik als neue Volksreligion: hat das Christentum ausgedient? (1998)
- Translationes Patristicae Graecae et Latinae. Bibliographie der Übersetzungen altchristlicher Quellen: A–H (1997)
- Aurelius Augustinus und die Musik: Untersuchungen zu „De musica“ im Kontext seines Schrifttums (1993)